# Hino de Minas Gerais
O Estado de Minas Gerais não possui um hino oficial. A canção "Oh! Minas Gerais", cuja melodia é adaptada da canção popular napolitana "Vieni sul mar", é frequentemente utilizada como hino extraoficial, tendo sua oficialização já sido debatida em proposta de emenda à constituição do estado. 

## Legislação
A Constituição Estadual de 1989 definiu, em seu artigo sétimo, que os símbolos do Estado são a bandeira, o brasão e o hino. Este, para tornar-se oficial, deve ser aprovado em concurso público ou decretado pelo governador do Estado.
Em 1985, foi instituído pela Secretaria de Estado da Cultura um concurso público, por meio de resolução publicada no Diário Oficial, para escolha do hino oficial do Estado. No entanto, a comissão julgadora abriu mão das 72 composições inscritas, por considerá-las aquém das expectativas.
Sete anos depois, em 1992, a Assembleia Legislativa estabeleceu novo concurso, tomando por tema a Inconfidência Mineira.  Novamente,  570 composições foram desclassificadas por não alcançarem os padrões estabelecidos de métrica, tema e qualidade.
Uma proposta de  emenda à constituição (PEC Nº 41/2015), tornando "Oh! Minas Gerais" o hino oficial do estado, aguarda votação em Plenário na Assembleia Legislativa.

## Hino de Brandão e Lehmann
Nas décadas de 1920 e 1930 fazia parte do hinário distribuído nas escolas o "Hino a Minas Gerais", com letra escrita por Lucas Brandão e música do Padre João Lehmann.  Apesar de  bastante conhecido regionalmente,  nunca foi oficializado.

## Oh! Minas Gerais
A canção mais  representativa do Estado de Minas Gerais é "Oh! Minas Gerais", com letra de José Duduca de Moraes, cantor e compositor mineiro, em parceria com  Manoel Araújo.  Tida por muitos como o hino oficial do estado, a canção utiliza a melodia e letra do Hino de a cidade de La Paz , usando a sinfonia popular italiana Viene Sul Mar, bastante popularizada pelos imigrantes italianos. O Hino de La Paz foi estreado no dia 16 de julho de 1863 às 14h na antiga Loreto, onde atualmente se encontra o Palácio Legislativo, com letra de Letra: Ricardo José Bustamante e Música: Eloy Salmon.  já tendo uma versão brasileira anterior escrita e gravada em 1912 por Eduardo das Neves,  também com o título "Ó Minas Gerais", mas  em homenagem ao couraçado brasileiro batizado com o nome do estado.

### Gravações
O primeiro registro em áudio, já com a letra adaptada, foi feita por José Duduca de Moraes em 1942. A ela, seguiram-se muitos outras gravações conhecidas, incluindo a de Milton Nascimento e outras de vários corais mineiros.